# Chevregny
Chevregny es una comuna francesa, situada en el departamento de Aisne, de la región de Alta Francia.

## Demografía
| 194 | 176 | 164 | 147 | 178 | 196 | 195 | 192 |
| Para los censos de 1962 a 1999 la población legal corresponde a la población sin duplicidades (Fuente: INSEE [Consultar]) |     |     |     |     |     |     |     |